# Ahuia Ova
Ahuia Ova (ur. 1877 w Hohodae, zm. 1951 w Kili Kila) – tłumacz angielskiego, informator-przewodnik współpracujący z antropologami europejskimi, autor autobiografii, jako drugi w historii Papui-Nowej Gwinei twórca, którego praca została wydana w druku.

## Życiorys
Ahuia Ova prawdopodobnie urodził się w Hohodae, w wioskowym kompleksie Hanuabada, w pobliżu Port Moresby. Jego ojciec mieszkał w wiosce plemienia Koita w Kila Kila, a po jego śmierci Ahuia zamieszkał w Hohodae z rodziną matki. Przodkowie ze strony ojca pochodzili z Półwyspu Hood, a ze strony matki z plemienia Nara (Lala), które mieszkało na północ od zatoki Galley Reach.
Jako młody chłopak został zatrudniony jako sługa i kucharz w Domu Rządowym i domach urzędników europejskich. Jeden z jego pracodawców zabrał go na sześć tygodni do Cooktown, w stanie Queensland. Później przez pięć lat pracował jako konstabl w wiosce. W latach 1914–1918 był tłumaczem w Centralnym Trybunale. Zdobył znaczne wpływy w całej Hanuabadzie i został pierwszym przewodniczącym Rady Hanuabada. Od 1929, kiedy nie został ponownie wybrany na radnego Hohodae, jego przywództwo było kwestionowane. Do tej pory bowiem swoją wysoką pozycję zawdzięczał w dużej mierze Europejczykom, szczególnie wicegubernatorowi Sir Hubertowi Murrayowi.
Podczas II wojny światowej wioski z regionu Port Moresby zostały ewakuowane. Ahuia pracował w misji katolickiej na wyspie Yule. Po powrocie Papuańczyków do Hohodae w 1945 spotkał się z dużą wrogością. W 1948 powrócił do wioski ojca Kili Kila. Zmarł samotny i częściowo ślepy, w kwietniu 1951.

## Twórczość literacka
Ahuia Ova był człowiekiem o wielkiej inteligencji i odwadze. Pracował jako tłumacz i informator-przewodnik dla antropologów europejskich: Charlesa Gabriela Seligmana, Cyrila Belshawa, Bronisława Malinowskiego i Francisa Edgara Williamsa. Ostateczny upadek jego przywództwa plemiennego był częściowo spowodowany sporadycznym nadużywaniem władzy, ale głównie zależnością od wsparcia europejskiego. Choć jego bezpośredni wpływ na historię Papui-Nowej Gwinei był ograniczony, to zawarte w autobiografii opisy zawierają cenne źródło informacji, szczególnie o problemach, przed jakimi stał piśmienny, znający angielski Papuas w czasach gwałtownych zmian społecznych. Problem pogodzenia konfliktu między tradycyjnymi wartościami a tradycjami Zachodu zdeterminował jego losy.
Istotnym aspektem pracy jest wpływ misjonarzy i próby zaszczepiania nowych religii wśród ludności tubylczej. Ovu początkowo należał do Kościoła anglikańskiego London Missionary Society, którego działalność misyjna w regionie Oceanii była bardzo aktywna i miała duży wpływ na edukację niepiśmiennych ludów. Ze względu na poligamię został pozbawiony przynależności kościelnej. Pod koniec życia został katolikiem, utrzymując, że obie religie mają jednego Boga.
Dzięki przyjaźni z Murrayem i australijskim antropologiem Williamsem, założycielem i redaktorem „The Papuan Villager” mógł opublikować swoje wspomnienia na łamach „The Journal of Royal Anthropological Institute” pod tytułem The Reminiscence of Ahua Ova. Ovu spisał wspomnienia w lingua franca, w Motu. Przetłumaczone zostały przez urzędnika pracującego w Hanuabadan, Igo Arua i opublikowane w 1939, sześć lat po wydaniu autobiografii Hosea Linge.

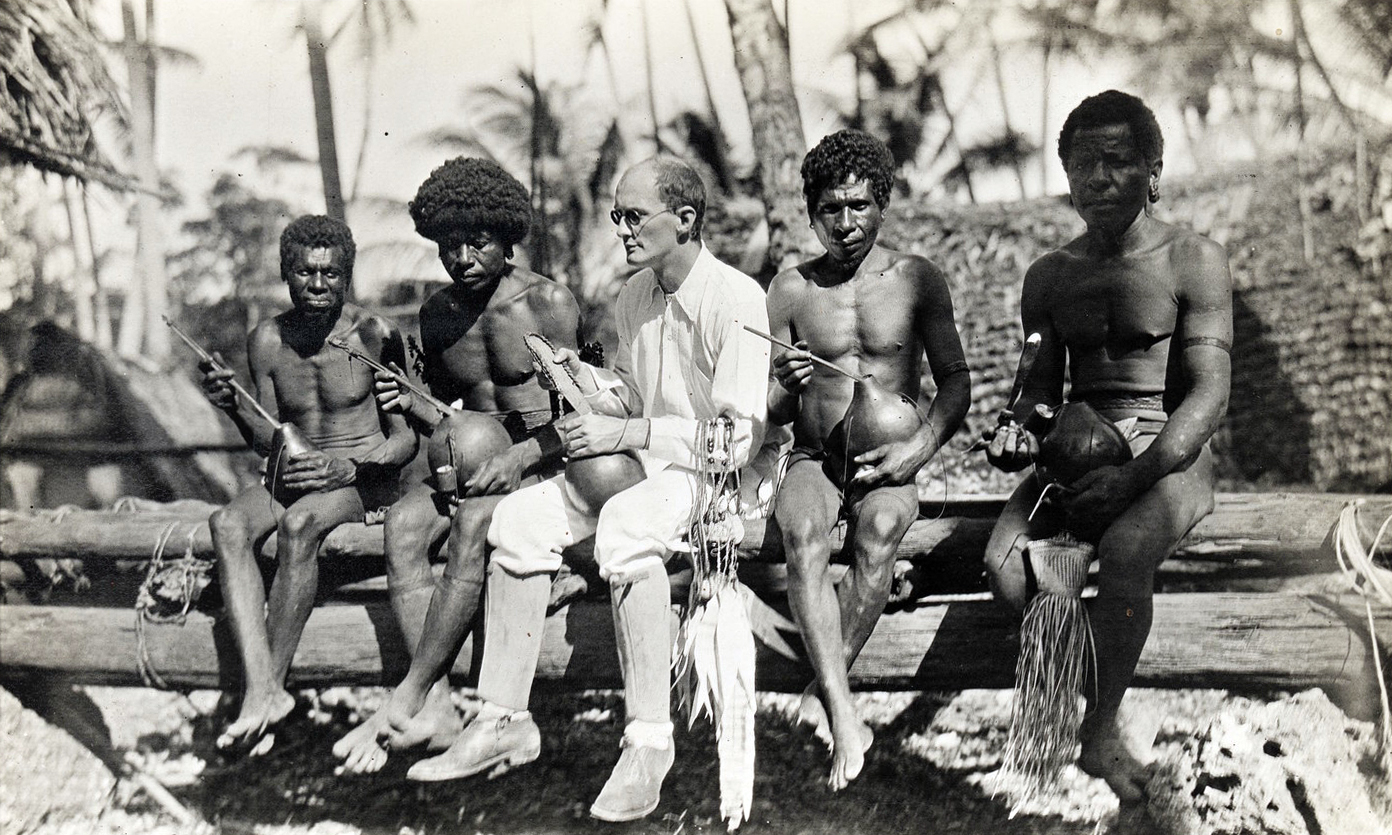
Bronisław Malinowski na Wyspach Trobriandzkich w 1918

## Polski akcent
Jednym z antropologów, z którymi współpracował Ahuia Ova, był polski antropolog i etnograf, Bronisław Malinowski. Pierwszy raz spotkali się w 1914. W tym czasie był już wprawiony we współpracy z naukowcami. Pierwszy raz wspomagał ich w 1904, pracując z mentorem Malinowskiego, Seligmanem. Ova był głównym źródłem informacji o kulturze plemiennej Papuańczyków, szczególnie plemienia Koita. Seligman polecił Malinowskiemu Ovu. Służył mu pomocą w przygotowaniach do pracy terenowej na Wyspach Trobriandzkich w latach 1915–1918. Dzięki temu doświadczeniu polski naukowiec na nowo określił znaczenie lokalnego informatora jako kogoś, z kim można rozmawiać i kto jest dobrym towarzyszem w codziennych sytuacjach. Do tej pory antropolodzy opierali się głównie na schemacie współpracy i pytań opublikowanym w „Notes and Queries”.